# Pearson's Magazine
Pour les articles homonymes, voir Pearson.
Pearson's Magazine est un périodique mensuel influent qui paraît pour la première fois en Grande-Bretagne en 1896. Il se spécialise dans la littérature spéculative, les discussions politiques, souvent de tendance socialiste, et les arts. Ses contributeurs les plus notables ont été Upton Sinclair, George Bernard Shaw, Maxime Gorki, George Griffith, H. G. Wells, Dornford Yates et E. Phillips Oppenheim dont nombre de nouvelles et d'histoires courtes ont vu leur première parution dans le Pearson's.
Il est aussi connu pour avoir été le premier périodique britannique à publier des mots-croisés, en février 1922

## Histoire
L'éditeur britannique Arthur Pearson fonde et dirige cette publication mensuelle de 1896 à 1899. Il s'en retire en tant que rédacteur lorsqu'il devient victime de cécité mais continue à l'éditer. Ces successeurs comme directeurs de publication sont :
- Percy W. Everett (1900-1911)
- Philip O'Farrell (1912-1919)
- John Reed Wade (janvier 1920 - avril 1939)
- W.E. Johns (mai 1939 - novembre 1939).

Le magazine cesse de paraître en novembre 1939, après le numéro 527.
Une copie conforme américaine de la version originale paraît en 1899. Elle s'en éloigne progressivement en publiant plus d'auteurs américains, avec une politique éditoriale séparée. Les rédacteurs successifs sont :
- Arthur W. Little (jusqu'en août 1916)
- Frank Harris (septembre 1916 - 1923)
- Alexander Marky (1922 - avril 1925).

La version américaine est éditée par  J. J. Little jusqu'à sa disparition en avril 1925 après son numéro 314.

## Séries notables
- The Angel of the Revolution de George Griffith ;
- The Lost Continent: The Story of Atlantis de C. J. Cutcliffe Hyne (juillet - décembre 1899)
- La Guerre des mondes de H. G. Wells (avril - décembre 1897).
- Miss Waters (The Sea Lady) de H. G. Wells (1901)[3].